# Benjamin Mountfort
Pour les articles homonymes, voir Mountfort.

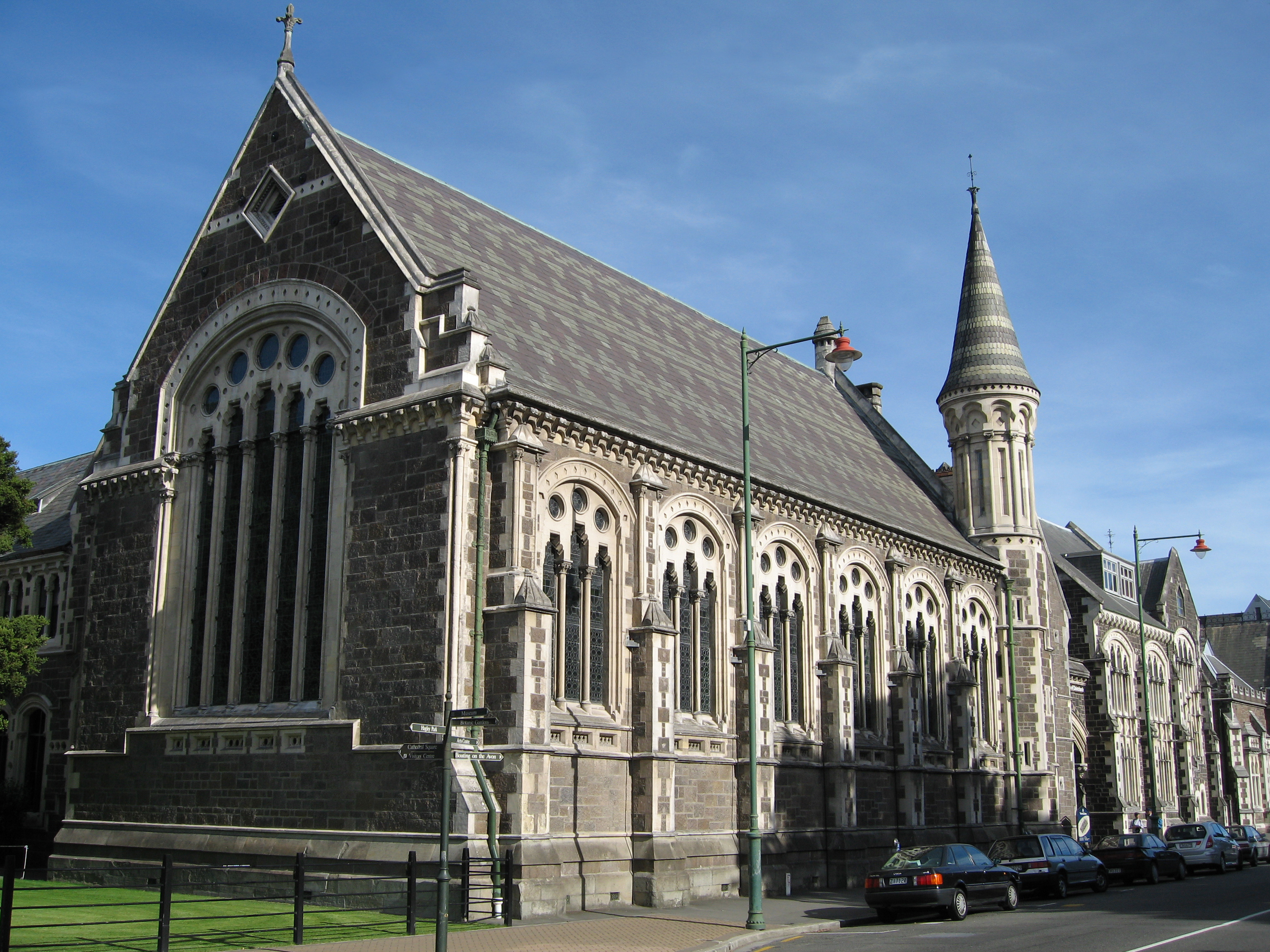
The Great Hall du Canterbury College

Benjamin Woolfield Mountfort (13 mars 1825 à Birmingham – 15 mars 1898) était un architecte britannique qui a émigré en Nouvelle-Zélande et fut l'un des plus célèbres architectes du pays au début du XIXe siècle.
Il est notamment à l'origine des édifices de style néogothique de la ville de Christchurch et du développement de la région de Canterbury.